# IC 5168
IC 5168 је спирална галаксија у сазвјежђу Јужна риба која се налази на листи објеката дубоког неба у Индекс каталогу.
Деклинација објекта је - 27° 51' 24" а ректасцензија 22h 8m 45,5s. Привидна величина (магнитуда) објекта IC 5168 износи 14,8 а фотографска магнитуда 15,5. Налази се на удаљености од 59,863 милиона парсека од Сунца. IC 5168 је још познат и под ознакама ESO 467-11, MCG -5-52-33, PGC 68133.